# غلامرضا رستگارپور
غلامرضا رستگارپور رئیس دفتر نخست‌وزیر در دولت موقت ایران بود.
غلامرضا رستگارپور لیسانس در زمینه امور اداری داشته و قبل از انقلاب در سازمان مدیریت صنعتی کار می‌کرد. او آخرین رئیس دفتر دولت مهندس بازرگان بود و پس از استعفای ابراهیم حکیمی (دولت موقت) در تابستان ۱۳۵۸ تا ۱۵ آبان ۱۳۵۸ به این سمت منصوب شد و با استعفای دولت موقت ایران فعالیت او در دولت پایان یافت.